# Монеты Риги
Монеты Риги

## Первые сведения
Первые упоминания о фактах чеканки металлических монет в Риге относятся к 1211 году, когда Рига, будучи опорным пунктом крестоносцев, находилась под властью немецких феодалов. Епископ Альберт Буксгевден издал особую привилегию, которая позволяла чеканить монеты в Риге и указывала, что они должны быть такого же веса и пробы, что и монеты острова Готланд. На этом острове существовал крупный торговый центр Висбю, денежные единицы которого послужили прототипом первым рижским монетам. Согласно указу Альберта, допустимы были только отличия во внешнем виде. Так, 4,5 пфенниг-марки по весу должны были соответствовать 1 готландской марке.
В замке епископа, располагавшемся на острове Мартиньсала (см. Список средневековых замков Латвии), во время археологических раскопок удалось обнаружить бракованную монету, на которой был изображён Альберт Буксгевден. Некоторые нумизматы (Расма Цеплите, Кристина Дуцмане) высказывали предположение, что первая чеканка официальных монет начала производиться в Риге после издания важного документа — привилегии Альберта. Таковыми были ливонские шиллинги.

## Период феодальной власти
Первые монеты, отчеканенные в Риге, которые представляется возможным точно датировать — артиги периода рижского архиепископа Иоанна VI Амбунди (1418—1424). В его период произошла реформа рижских денег, по итогам которой все монеты, чеканившиеся и имевшие хождение в Риге (шиллинги, пфенниги, шерфусы и т. д.) чеканили рижские архиепископы. В 1452 году между архиепископом Сильвестром Стродевешером и орденским магистром Иоганном фон Менгеде был заключён Саласпилсский договор, по которому монеты могли чеканить также магистры Ливонского ордена. В случае, когда военные конфликты между двумя феодальными правителями колонизированной Ливонии утихали, монеты чеканились обеими сторонами — архиепископом и орденом — совместно, по обоюдной договорённости.

## Чеканка в XVI веке
С 1515 года в Риге чеканились такие металлические деньги, как марки и гроши. В другие периоды в Риге чеканились даже золотые дукаты. Впервые упоминание о чеканке золотых дукатов относится к 1523 году (во времена архиепископа Яспера Линде), а серебряные талеры, судя по историческим сведениям, впервые были отчеканены в 1525 году. В период Ливонской войны система чеканки металлических денег в Риге была основана на Готландской расчётной денежной системе, которая считалась общепризнанной в рамках Ганзейского торгового союза. В Риге также параллельно могла использоваться и Любекская денежная система. Позже готландская была вытеснена любекской. В соответствии с этой системой были установлены следующие соответствия: 1 рижская марка равнялась 48 эрам или 36 шиллингам = 144 эртугам или 432 любекским шиллингам. 1 эр равнялся 3 эртугам или 9 любекским пфеннигам. 1 шиллинг был эквивалентен 4 эртугам или 12 любекским пфеннигам, а 1 эртуг — 3 любекским пфеннигам.

## Монеты в вольном городе Рига
В тот небольшой исторический период, когда Рига обрела статус вольного города (1561—1581 годы), всё чаще в Риге чеканились монеты по ливонской расчётной денежной системе. В основном чеканились такие денежные единицы, как шиллинги, талеры, гроши, марки и полумарки.

## Польская и шведская власть
В период, когда Рига попала в зависимость от Речи Посполитой (1581 год), в Риге деньги начали чеканиться в соответствии с польской расчётной системой. В основе этой системе были серебряные талеры. Эти талеры подразделялись на определённые более мелкие единицы — гроши, монета «три гроша», дрейпелькеры (или полтораки, которые равнялись 1,5 гроша) и шиллинги. В период польской власти также могли чеканиться золотые дукаты.
После установления господства шведской короны (1621 год) в Риге и Шведской Ливонии в Рижском монетном дворе деньги печатались по условиям польской денежной системы. Образцы монет этого периода (весь XVII век) были найдены в хранилищах Курляндии, Ливонии, а также на территории современных Белоруссии, Украины и Польши. В 1644 году последовало распоряжение королевы Кристины, согласно которому в Риге у церкви Святого Екаба был основан Второй монетный двор, на котором печатались так называемые ливонские шиллинги и дрейпелькеры. Один государственный талер, распространившийся в Швеции и её колониях в 1630-е годы, был официально приравнен к 270 шиллингам. Со временем содержание серебра в этих монетах уменьшалось, что было в том числе связано с внешними, политическими факторами; Швеции приходилось вести много войн, в том числе против Польши и России. Постепенно в денежном обороте появились и фальшивые шиллинги, которые проникали в Ливонию из Сучавы (территория современной Румыния). При оформлении большинства значимых торговых сделок использовались западноевропейские талеры. Помимо них существовали и альбертовы талеры, рейхсталеры, а также левенталеры.

## Период Российской империи
В период Северной войны чеканка монет в Риге вовсе прекратилась. Некоторое время единственной (и последней) чеканной монетой в Риге был дукат (чеканен королём Карлом XII до 1707 года). После присоединения Риги и Лифляндии к Российской империи получили широкое распространение русские деньги, однако местные жители охотнее расплачивались прежними западноевропейскими талерами, экономический престиж которых был выше. Чтобы создать более благоприятные условия для распространения новых денег в Лифляндской губернии, императрица Елизавета Петровна распорядилась начать в Москве чеканку особых монет — ливонезов. Эти монеты были созданы по образцу знакомых всем лифляндских талеров, с изображением гербов Риги и Ревеля. Первые ливонезы начали чеканиться в 1756—1757 годы. 1 ливонез равнялся 96 копейкам. Тем не менее эти монеты не обрели ожидаемой привлекательности, поэтому вскоре их чеканку было решено прекратить. После окончательного присоединения всех частей современной Латвии к Российской империи (Инфлянтов Польских и Курляндского герцогства) в конце XVIII века (во времена Екатерины II) на всех присоединённых прибалтийских губерниях распространялись только российские деньги.